# El Pedregal, Zitácuaro
El Pedregal är en ort i Mexiko.   Den ligger i kommunen Zitácuaro och delstaten Michoacán de Ocampo, i den södra delen av landet, 130 km väster om huvudstaden Mexico City. El Pedregal ligger 2 245 meter över havet och antalet invånare är 132.
Terrängen runt El Pedregal är huvudsakligen kuperad, men österut är den bergig. Terrängen runt El Pedregal sluttar västerut. Runt El Pedregal är det ganska tätbefolkat, med 90 invånare per kvadratkilometer. Närmaste större samhälle är Heróica Zitácuaro, 8,2 km norr om El Pedregal. I omgivningarna runt El Pedregal växer i huvudsak blandskog.